# Almindelig skægtand
Alm. skægtand (Barbula unguiculata) er et mos, der vokser på neutral eller kalkholdig jord og er meget udbredt i Danmark. Man finder den langs vejkanter og andre åbne steder med forstyrret jord. Den er udbredt overalt på den nordlige halvkugle.
Alm. skægtand danner løse eller tætte tuer, der kan variere i farve fra grønne til svagt brunlige, men de er som regel iøjnefaldende lysegrønne. Stænglerne er op til 3 cm lange. De tungeformede blade er oprette eller udstående, i tør tilstand dog tiltrykte og snoede. Bladene er brodspidsede, idet ribben løber ud i en kort, påsat spids. Bladranden er tilbagerullet i en del af dens længde, oftest den nederste del. De øvre laminaceller er runde eller kvadratisk formede og papilløse. De går gradvist over i mere rektangulære og gennemsigtige celler mod bladbasis. Den røde seta bærer oprette, cylindriske kapsler, som har peristomtænder, der er snoet flere gange om sig selv. Det er disse snoede tænder, der har givet den sit danske navn.